# Эпидемический сыпной тиф
Эпидемический сыпной тиф — инфекционное заболевание, возбудителем которого является риккетсия Провачека (Rickettsia prowazekii). Заболевание является классическим трансмиссивным антропонозом. Источником инфекции обычно служит человек, больной эпидемической или спорадической рецидивной (болезнь Брилля — Цинссера) формой сыпного тифа.

## История
Болезнь известна человечеству сотни лет, её инфекционная природа доказана в 1876 году врачом О. О. Мочутковским путём самозаражения. Предположение об участии вшей в распространении сыпного тифа впервые высказал Н. Ф. Гамалея в 1908 году. Морфологические изменения головного мозга и сосудистых стенок описал Л. В. Попов. Возбудитель был обнаружен в крови больных Г. Риккетсом и Р. Удлером в 1909 году., а также Станиславом Провачеком в 1913 году. В честь С. Провачека возбудитель получил название «риккетсия Провачека». Прежде сыпной тиф был распространён повсеместно, большие эпидемии наблюдались во время войн, голода и иных социальных потрясений (отсюда множество названий этой болезни — военный, голодный тиф, тюремная лихорадка и др.). В бывшем СССР в 1958 году были зарегистрированы единичные случаи болезни. Возможно повышение заболеваемости в связи с распространенностью педикулёза.

## Характеристика
Переносчиком инфекции служит в основном платяная вошь. За установление этого факта французский бактериолог Шарль Николь получил в 1928 году Нобелевскую премию по физиологии и медицине (также существует мнение, что факт был установлен задолго до Николя, в 1892 году, русским врачом Григорием Минхом). Возможность размножения и сохранения возбудителя в головных вшах доказана экспериментально, а фактическое ограничение их эпидемического значения может быть объяснено тем, что они заселяют площадь несравнимо меньшую, чем платяные; они более эстетически непривлекательны для человека; как правило, не покидают сыпнотифозного больного, а также тем, что в периоды прошлых эпидемий платяные вши были больше распространены. Не исключено, что при преобладании головного педикулёза в условиях эпидемической вспышки головная вошь также может занять нишу в реализации сыпнотифозной трансмиссии.
В естественных условиях циркуляция возбудителя ограничена цепочкой человек — вошь — человек при строгой моноксенности переносчика.
Между эпидемиями риккетсии сохраняются в человеческой популяции за счёт бессимптомных носителей.